# Горішнє Новково
Горішнє Но́вково (болг. Горно Новково) — село в Тирговиштській області Болгарії. Входить до складу общини Омуртаг.

## Населення
За даними перепису населення 2011 року у селі проживали 194 особи.
Національний склад населення села:
| Національність   | Кількість осіб | Відсоток |
| ---------------- | -------------- | -------- |
| болгари          | 176            | 93,6%    |
| турки            | 10             | 5,3%     |
| цигани           | 0              | 0%       |
| Всього відповіли | 188            |          |

Розподіл населення за віком у 2011 році:
Динаміка населення: